# Prasinocyma rhodostigma
Prasinocyma rhodostigma är en fjärilsart som beskrevs av Louis Beethoven Prout 1916. Prasinocyma rhodostigma ingår i släktet Prasinocyma och familjen mätare. Inga underarter finns listade i Catalogue of Life.